# Fer de France
Fer de France est un organisme interprofessionnel du transport ferroviaire, créé en 2012 à la suite des Assises du ferroviaire de 2011 sur recommandation de la commission n°4 de ces mêmes assises, et qui a vocation de fédérer l’ensemble des acteurs de la filière ferroviaire.

## Membres
Fer de France regroupe tous les acteurs de l’interprofession ferroviaire, prise au sens large  : Régions de France, Getlink, Fédération des industries ferroviaires (FIF), Groupement des autorités responsables de transport (GART), Régie autonome des transports parisiens (RATP), Société nationale des chemins de fer français (SNCF), Syntec-Ingénierie, Union des Transports Publics et ferroviaires (UTP), Alstom.

## Gouvernance
Patrick Jeantet a été élu Président de Fer de France le 18 avril 2017. Lui ont précédé Nicolas Jachiet, Président-Directeur général d'Egis et Président de Syntec Ingénierie, Patrick Kron, Président d'Alstom, premier président de cet organisme jusqu’en juin 2013, et Pierre Mongin, Président-directeur général de la RATP, élu président de Fer de France le 24 septembre 2013. Le vice-président et trésorier est Guillaume Pépy, président de SNCF.
Le délégué général est Alain Bullot, qui a été directeur du matériel à la SNCF puis directeur  du projet TGV Brésil, conduit en commun par SNCF et Alstom.
| Période    | Nom             | Qualité                                                              |
| ---------- | --------------- | -------------------------------------------------------------------- |
| 2017-auj.  | Patrick Jeantet | Président-Directeur général de SNCF Réseau                           |
| 2015-2017. | Nicolas Jachiet | Président-Directeur général d'Egis et Président de Syntec Ingénierie |
| 2013-2015. | Pierre Mongin   | Président-directeur général de la RATP                               |
| 2012-2013  | Patrick Kron    | Président d'Alstom                                                   |